# Macrorchis ausoba
Macrorchis ausoba är en tvåvingeart som först beskrevs av Walker 1849.  Macrorchis ausoba ingår i släktet Macrorchis och familjen husflugor. Inga underarter finns listade i Catalogue of Life.